# Marta Carafí
Laura Marta Carafí Arredondo (Montevideo, 26 de abril de 1904-Maldonado, 3 de junio de 1994) fue una pintora, escultora y docente uruguaya.

## Trayectoria
Estudió en la Escuela Industrial, donde, entre sus maestros, se encontró Guillermo Laborde. Recibió influencias de Pedro Blanes Viale, Antonio Pena y el art déco. Estudió asimismo en el Círculo de Bellas Artes.
Se desempeñó en diversas disciplinas artísticas, incluyendo la pintura, la escultura, las artes aplicadas y decorativas, así como la arquitectura. Sus obras fueron expuestas en espacios de Uruguay y de otros países, recibiendo la Medalla de Plata en la Exposición Internacional de París de 1937.
En el campo de la arquitectura destaca el conjunto de alrededor de 45 cabañas del balneario Las Flores, construidas con materiales de la zona como piedras, durmientes de ferrocarril y paja, en lo que hoy se denomina el Barrio Rústico.
Ejerció la docencia y en 1956 fundó la Escuela de Arte Moderno en Montevideo.